# Стефаниду, София
Соня-София Стефаниду (греч.  Σόνια - Σοφία Στεφανίδου; 1907, Одесса — 22 августа 1990, Афины) — греческая медсестра, разведчица и диверсантка, участница Второй мировой войны.
Первая греческая парашютистка

## Молодость
Стефаниду родилась в 1907 году в Одессе в семье врача Филопимена Стефанидиса.
Отец родился в 1873 году в Трапезунде, и был отмечен своим добровольным участием в пяти войнах.
В возрасте 5 лет София оказалась в Афинах, где отец добровольно стал врачом греческой армии в период Балканских войн (1912—1913).
Семья окончательно переехала в Грецию в 1923 году и обосновалась в городе Ираклион острова Крит.
Не имея непрерывного образования по программе греческих начальной школы и гимназии, София, также как и её сестра Элли, получила образование на дому, что однако не помешало ей с успехом сдать экзамены и получить аттестат выпускницы гимназии.
К этому времени она достаточно хорошо владела немецким и французским языками и в 1924 году родители отправили её во Франию, чтобы она продолжила изучение французского языка.
Вернувшись на Крит, она вышла замуж, но её первое замужество было неудачным и кратковременным.
Она уехала в Афины и, сдав экзамены, была принята на работу в Министерство финансов в Департамент статистики.
К началу Второй мировой войны, Стефаниду была государственным служащим.

## Греко-итальянская война
С началом греко-итальянской войны, Стефаниду попросила лично министра К. Бурбулиса, чтобы ей разрешили вступить в армию и, не дожидаясь ответа, добровольно прошла кратковременную подготовку в качестве медсестры на курсах воздушной обороны.
Её прошение было принято, и в конце ноября она была направлена в греческий Красный Крест, где получила подготовку в 4-м военном госпитале.
15 января 1941 года Стефаниду написала второе прошение, чтобы её перевели на фронт.
Она была переведена на фронт 7 апреля 1941 года, на следующий день после начала немецкого вторжения в Грецию и прибыла в 1-й военный госпиталь города Янина.
К тому времени её отец и двое братьев уже служили на фронте медицинскими офицерами.
Сразу после прибытия Стефаниду, её госпиталь подвергся бомбардировке немецкой авиацией. Было убито и ранено около 50 человек.
За проявленную самоотверженность при оказании помощи раненным, Стефаниду и другие медсёстры госпиталя были представлены к награде. Однако развитие военных событий не позволило получить её.
После того как часть греческого генералитета подписала «почётную капитуляцию» Стефаниду вернулась в Афины.
Но, как она писала позже, «глядя на свастику над Акрополем, моя душа умирала».
Первая попытка бежать из оккупированной Греции была неудачной.
Моторная шхуна с 13 человек на борту, включая Стефаниду, была перехвачена итальянцами, которые передали их немцам. Знание немецкого спасло Стефаниду и её товарищей.
Вторая попытка была успешной.
В ноябре 1941 года она легально добралась до острова Самос, затем на шлюпке выбралась в Турцию, а оттуда на Ближний Восток

## На Ближнем Востоке
Первоначально Стефаниду поступила медсестрой в госпиталь в Александрии, а затем была переведена в госпиталь в Хадеру Британской Палестины.
Несколько позже она была переведена в Каир, 8 апреля 1943 года она обратилась с прошением вступить в часть диверсантов.
Она присоединилась к британским спецслужбам.
Прошла подготовку в горах Кармель в Палестине в школе парашютистов Королевских военно-воздушных сил.
Получив свой диплом, стала первой гречанкой-парашютисткой, отмеченная своими британскими инструкторами как «выпускница высокого уровня».

## В оккупированной Греции
Кроме высокого уровня результатов в школе парашютистов и разведчиков, Стефаниду располагала преимуществом знания французского, английского и немецкого языков.
Секретные службы в Каире включили её в группу, которая должна была парашютироваться в Западной Македонии.
Группа вылетела на военно-транспортном самолёте 1 июля 1943 года и приземлилась в районе западномакедонского города Флорина в 2 утра следующего дня.
Вместе с 4 другими диверсантами, Стефаниду действовала в горах Македонии 2 месяца и дошла до греко-албанской границы.
2 сентября 1943 года вся группа была арестована немцами.
После допроса было принято решение о расстреле арестованных.
Расстрел был назначен в 06.00 следующего утра.
В 04.20, по неизвестной причине, охранявший их немецкий солдат открыл дверь хлева, где их содержали, указал им путь к бегству и последовал за ними.
Беглецы вышли на пост греческих партизан.
После чего члены группы, получив элементарное снабжение, разделились.
Стефаниду направилась в Фессалию, в село у города Каламбака.
В декабре 1943 года, на британском военно-транспортном самолёте она была переправлена в Бенгази, а затем в Каир.

## В Греческом женском корпусе
По прибытии в Каир, Стефаниду направилась в министерство иностранных дел эмиграционного греческого правительства и была принята на службу.
Сразу затем она подала прошение в МИД принять её в формируемый Женский корпус и 12 января её прошение было передано Военному министру.
22 февраля она была зачислена в 1-ю роту Женского корпуса, где оставалась до своего возвращения в Грецию и получила звание младшего лейтенанта.
Имеется информация о том, что в период между январём и октябрём 1944 года Стефаниду была послана с секретной миссией на Крит.
Характер этой миссии не раскрыт по сегодняшний день, но предполагается, что по поручению эмиграционного премьера Эммануила Цудероса она доставила документы и деньги организациям Сопротивления, поддерживаемым эмиграционным правительством. В частности указывается организация и партизанский отряд Манолиса Бадуваса.

## Возвращение в Грецию

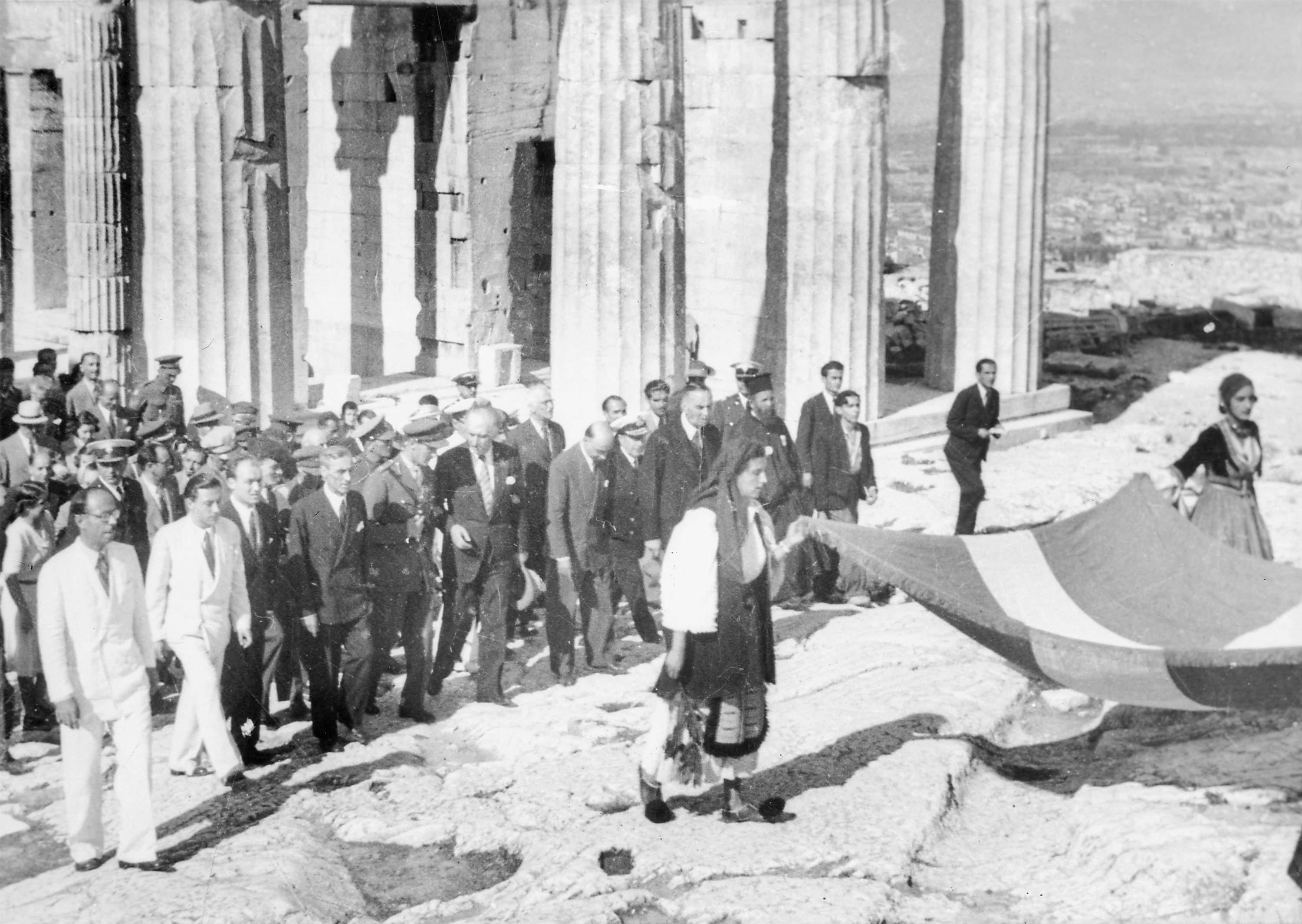
Церемониальное водружение греческого флага на Афинском Акрополе 18 октября 1944 года

До завершения своего пребывания в Каире Стефаниду служила в МИД и при офисе эмиграционного премьер-министра, с нашитым на её мундире знаком парашютистки.
Соня Стефаниду вернулась в освобождённую Грецию 22 октября 1944 года.
Оставаясь членом Красного Креста, служила в МИД Греции и министерстве промышленности.
В 1955 году, после погромов в Константинополе, вернула свои британские награды, в знак протеста молчанию бывших союзников во Второй мировой войне.
София Стефаниду умерла в Афинах 22 августа 1990 года. Её предсмертная воля была исполнена: она была похоронена в воинском мундире и с орденской колодкой.